# Reichskreditkassen
Reichskreditkassen (RKK, pol. Kasy Kredytowe Rzeszy) zostały utworzone we wrześniu 1939 początkowo tylko na terenach Polski zajętych przez wojska niemieckie. Do obsługi finansowej armii i administracji niemieckiej Kasy emitowały asygnaty nominowane w reichsmarkach spełniające rolę prawnego środka płatniczego, zastosowano kurs wymiany 1 RM = 2 zł.
Od maja 1940 roku ustanawiano RKK również w następnych krajach okupowanych przez III Rzeszę, co oznaczało rozszerzenie działalności, Kasy miały przygotować odbudowę względnie ponowne uruchomienie obrotu pieniężnego i działalności kredytowej w walutach krajowych (nie w reichsmarkach) w poszczególnych krajach.
Najwyższą władzą Kas była rada nadzorcza RKK, składająca się z przedstawicieli Reichsbanku, ministerstw finansów i gospodarki Rzeszy, oraz kierownika urzędu do spraw banków Reichsgruppe Banken i oficerów łącznikowych naczelnego dowództwa sił zbrojnych Oberkommando der Wehrmacht. Działalność Kas była prowadzona przez zarząd główny Hauptverwaltung der RKK, stanowiący samodzielną strukturę organizacyjną Reichsbanku. Dla usprawnienia działalności Zarząd Główny ustanowił w Brukseli przedstawiciela na obszar zachodni Sonderbevollmächtigter West, a w Krakowie jednostkę pośredniczącą na obszar wschodni Verbindungsstelle Ost.
Po ponownym podjęciu działalności lub powołaniu krajowych (czyli okupacyjnych) banków emisyjnych (takich jak Bank Emisyjny w Polsce) Kasy Kredytowe były częściowo przejmowane przez te banki lub rozwiązywane.